# Copa América de 2015

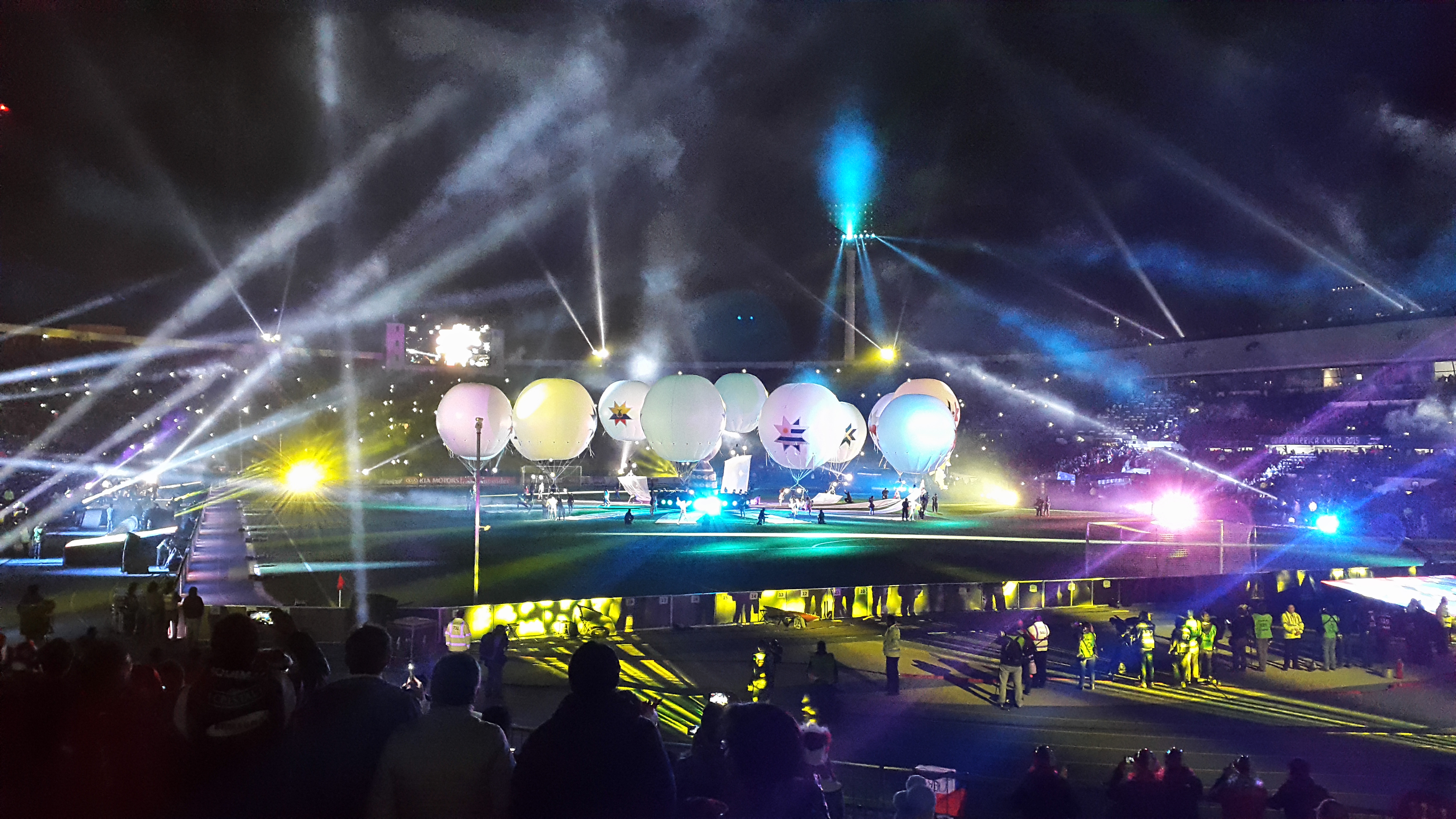
Abertura da competição

A Copa América de 2015 foi a 44.ª edição do principal torneio entre Seleções organizado pela Confederação Sul-Americana de Futebol (CONMEBOL). Foi disputada entre 11 de junho e 4 de julho. Doze equipes disputaram a competição, os dez membros da CONMEBOL e dois convidados da CONCACAF, México e Jamaica.
O Chile venceu o torneio pela primeira vez em sua história e se classificou para a Copa das Confederações FIFA de 2017.

## Anfitrião
Seguindo o sistema de rodízio de sedes, esta edição seria realizada no Brasil, país que organizou a competição pela última vez em 1989. Devido à organização de outros eventos esportivos no país durante a década, como a Copa das Confederações FIFA de 2013, a Copa do Mundo FIFA de 2014 e os Jogos Olímpicos de 2016, surgiu a ideia de que o Chile sediasse a Copa América em 2015. O então presidente da CONMEBOL, Nicolás Leoz, até sugeriu que o México sediasse a competição, apesar de o país não ser membro da Confederação Sul-Americana. O presidente da Bolívia, Evo Morales, também expressou interesse em sediar o torneio em seu país.
Em fevereiro de 2011, a Confederação Brasileira de Futebol confirmara a realização da Copa América no Brasil. Especulou-se, inclusive, para essa edição, a possibilidade de unificar com as seleções da América do Sul e das Américas do Norte, Central e Caribe, realizando um torneio nos moldes da Eurocopa. A ideia acabou se confirmando apenas para 2016, quando será realizada a Copa América Centenário, nos Estados Unidos, em uma edição especial comemorando os cem anos da competição.
Não obstante a posição do ano anterior, em março de 2012 a CBF confirmou a troca na organização da Copa América de 2015 com o Chile, que sediaria a Copa América em 2019, em virtude das competições internacionais sediadas no Brasil entre 2013 e 2016 que forçariam a paralisação do Campeonato Brasileiro de Futebol por quatro anos seguidos.

## Sedes
Durante a reunião do Comitê Executivo da CONMEBOL em junho de 2013, o presidente da Federação Chilena de Futebol (FCF), Sergio Jadue, anunciou as cidades de Santiago, Antofagasta, La Serena, Valparaíso, Viña del Mar, Concepción, Temuco e Rancagua como sedes da Copa América de 2015.
| Antofagasta                     | Antofagasta                       | Antofagasta Concepción La Serena Rancagua Santiago Temuco Valparaíso Viña del MarCopa América de 2015 (Chile) | La Serena                       |
| ------------------------------- | --------------------------------- | --- | ------------------------------- |
| Estádio Regional de Antofagasta | Estádio Regional de Antofagasta   | Antofagasta Concepción La Serena Rancagua Santiago Temuco Valparaíso Viña del MarCopa América de 2015 (Chile) | Estádio La Portada              |
| Capacidade: 21 178              | Capacidade: 21 178                | Antofagasta Concepción La Serena Rancagua Santiago Temuco Valparaíso Viña del MarCopa América de 2015 (Chile) | Capacidade: 18 268              |
|                                 |                                   | Antofagasta Concepción La Serena Rancagua Santiago Temuco Valparaíso Viña del MarCopa América de 2015 (Chile) |                                 |
| Viña del Mar                    | Viña del Mar                      | Antofagasta Concepción La Serena Rancagua Santiago Temuco Valparaíso Viña del MarCopa América de 2015 (Chile) | Valparaíso                      |
| Estádio Sausalito               | Estádio Sausalito                 | Antofagasta Concepción La Serena Rancagua Santiago Temuco Valparaíso Viña del MarCopa América de 2015 (Chile) | Estádio Elías Figueroa Brander  |
| Capacidade: 25 000              | Capacidade: 25 000                | Antofagasta Concepción La Serena Rancagua Santiago Temuco Valparaíso Viña del MarCopa América de 2015 (Chile) | Capacidade: 23 000              |
|                                 |                                   | Antofagasta Concepción La Serena Rancagua Santiago Temuco Valparaíso Viña del MarCopa América de 2015 (Chile) |                                 |
| Santiago                        | Santiago                          | Antofagasta Concepción La Serena Rancagua Santiago Temuco Valparaíso Viña del MarCopa América de 2015 (Chile) | Rancagua                        |
| Estádio Nacional de Chile       | Estádio Monumental David Arellano | Antofagasta Concepción La Serena Rancagua Santiago Temuco Valparaíso Viña del MarCopa América de 2015 (Chile) | Estádio El Teniente             |
| Capacidade: 48 665              | Capacidade: 47 347                | Antofagasta Concepción La Serena Rancagua Santiago Temuco Valparaíso Viña del MarCopa América de 2015 (Chile) | Capacidade: 15 252              |
|                                 |                                   | Antofagasta Concepción La Serena Rancagua Santiago Temuco Valparaíso Viña del MarCopa América de 2015 (Chile) |                                 |
| Concepción                      | Concepción                        | Antofagasta Concepción La Serena Rancagua Santiago Temuco Valparaíso Viña del MarCopa América de 2015 (Chile) | Temuco                          |
| Estádio Municipal de Concepción | Estádio Municipal de Concepción   | Antofagasta Concepción La Serena Rancagua Santiago Temuco Valparaíso Viña del MarCopa América de 2015 (Chile) | Estádio Municipal Germán Becker |
| Capacidade: 33 000              | Capacidade: 33 000                | Antofagasta Concepción La Serena Rancagua Santiago Temuco Valparaíso Viña del MarCopa América de 2015 (Chile) | Capacidade: 18 125              |
|                                 |                                   | Antofagasta Concepción La Serena Rancagua Santiago Temuco Valparaíso Viña del MarCopa América de 2015 (Chile) |                                 |

## Seleções participantes

Sede
Participantes membros da CONMEBOL
Participantes convidados

Nesta edição, como nas anteriores, participaram doze seleções nacionais, das quais dez foram os países membros da CONMEBOL, além de duas seleções convidadas, que inicialmente foram Japão e México. O Japão desistiu do convite e a China foi cogitada no seu lugar, mas em maio de 2014 a Jamaica foi confirmada como participante.
| Equipe            | Participação | Melhor desempenho                                                                                   | Ranking da FIFA1 |
| ----------------- | ------------ | --------------------------------------------------------------------------------------------------- | ---------------- |
| Argentina         | 40ª          | Campeão (1921, 1925, 1927, 1929, 1937, 1941, 1945, 1946, 1947, 1955, 1957, 1959, 1991 e 1993)       | 3º               |
| Bolívia           | 25ª          | Campeão (1963)                                                                                      | 89º              |
| Brasil            | 34ª          | Campeão (1919, 1922, 1949, 1989, 1997, 1999, 2004 e 2007)                                           | 5º               |
| Chile (anfitrião) | 37ª          | Vice-campeão (1955, 1956, 1979 e 1987)                                                              | 19º              |
| Colômbia          | 20ª          | Campeão (2001)                                                                                      | 4º               |
| Equador           | 25ª          | 4º colocado (1959 e 1993)                                                                           | 31º              |
| Jamaica (convite) | 1ª           | Estreante                                                                                           | 65º              |
| México (convite)  | 9ª           | Vice-campeão (1993 e 2001)                                                                          | 23º              |
| Paraguai          | 35ª          | Campeão (1953 e 1979)                                                                               | 85º              |
| Peru              | 30ª          | Campeão (1939 e 1975)                                                                               | 61º              |
| Uruguai           | 42ª          | Campeão (1916, 1917, 1920, 1923, 1924, 1926, 1935, 1942, 1956, 1959, 1967, 1983, 1987, 1995 e 2011) | 8º               |
| Venezuela         | 16ª          | 4º colocado (2011)                                                                                  | 72º              |

1Antes da competição.

## Convocações
Cada país devia ter uma equipe de 23 jogadores (três dos quais deviam ser goleiros) que tiveram de ser apresentados antes da data limite de 1 de junho de 2015.
A final da Liga dos Campeões da UEFA de 2014–15, dia 6 de junho, causou problemas para os jogadores sul-americanos que atuam no Barcelona e na Juventus. As regras internacionais da FIFA exigem que os clubes liberem os jogadores até 14 dias antes do início de um torneio internacional, mas os jogadores que jogaram a final foram liberados cinco dias antes do torneio.
O jogador uruguaio Luis Suárez foi suspenso para todo o torneio por ter sido punido pela FIFA durante a Copa do Mundo FIFA de 2014 por morder o zagueiro Giorgio Chiellini durante um jogo da fase de grupos contra a Itália.

## Arbitragem

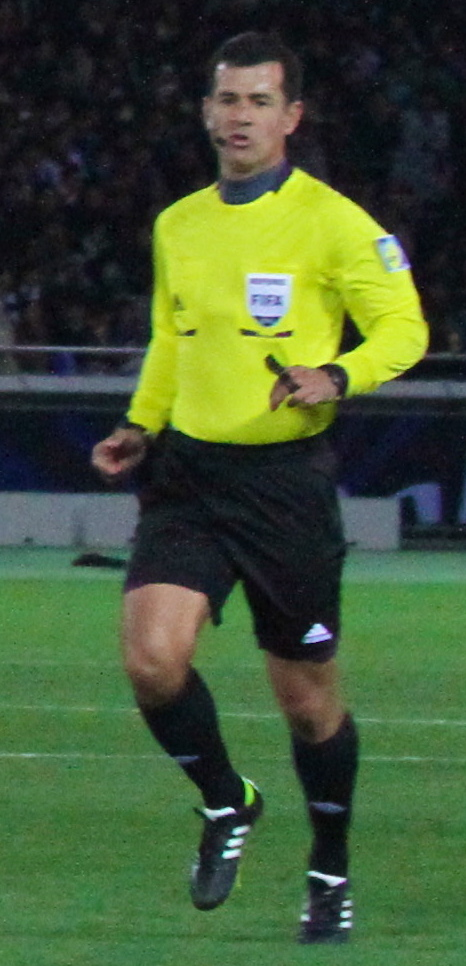
Carlos Vera, um dos árbitros escolhidos para a competição.

Os árbitros e assistentes para o torneio foram definidos em 22 de maio.
| Árbitros                                | Assistentes                                   |
| --------------------------------------- | --------------------------------------------- |
| ARG Néstor Pitana                       | ARG Hernán Maidana ARG Juan Pablo Belatti     |
| BOL Raúl Orosco                         | BOL Javier Bustillos BOL Juan Montaño         |
| BRA Sandro Ricci                        | BRA Emerson de Carvalho BRA Fábio Pereira     |
| CHI Enrique Osses                       | CHI Carlos Astroza CHI Marcelo Barraza        |
| CHI Julio Bascuñán • CHI Jorge Osorio • | CHI Raúl Orellana •                           |
| COL Wilmar Roldán                       | COL Alexander Guzmán COL Christian de la Cruz |
| SLV Joel Aguilar                        | JAM Garnet Page JAM Ricardo Morgan            |
| ECU Carlos Vera                         | ECU Christian Lescano ECU Byron Romero        |
| MEX Roberto García                      | MEX José Luis Camargo MEX Marvin Torrentera   |
| PAR Enrique Cáceres                     | PAR Rodney Aquino PAR Carlos Cáceres          |
| PER Víctor Carrillo                     | PER César Escano PER Jonny Bossío             |
| URU Andrés Cunha                        | URU Mauricio Espinosa URU Carlos Pastorino    |
| VEN José Argote                         | VEN Jorge Urrego VEN Jairo Romero             |

• Árbitro Reserva

## Marketing

### Bola

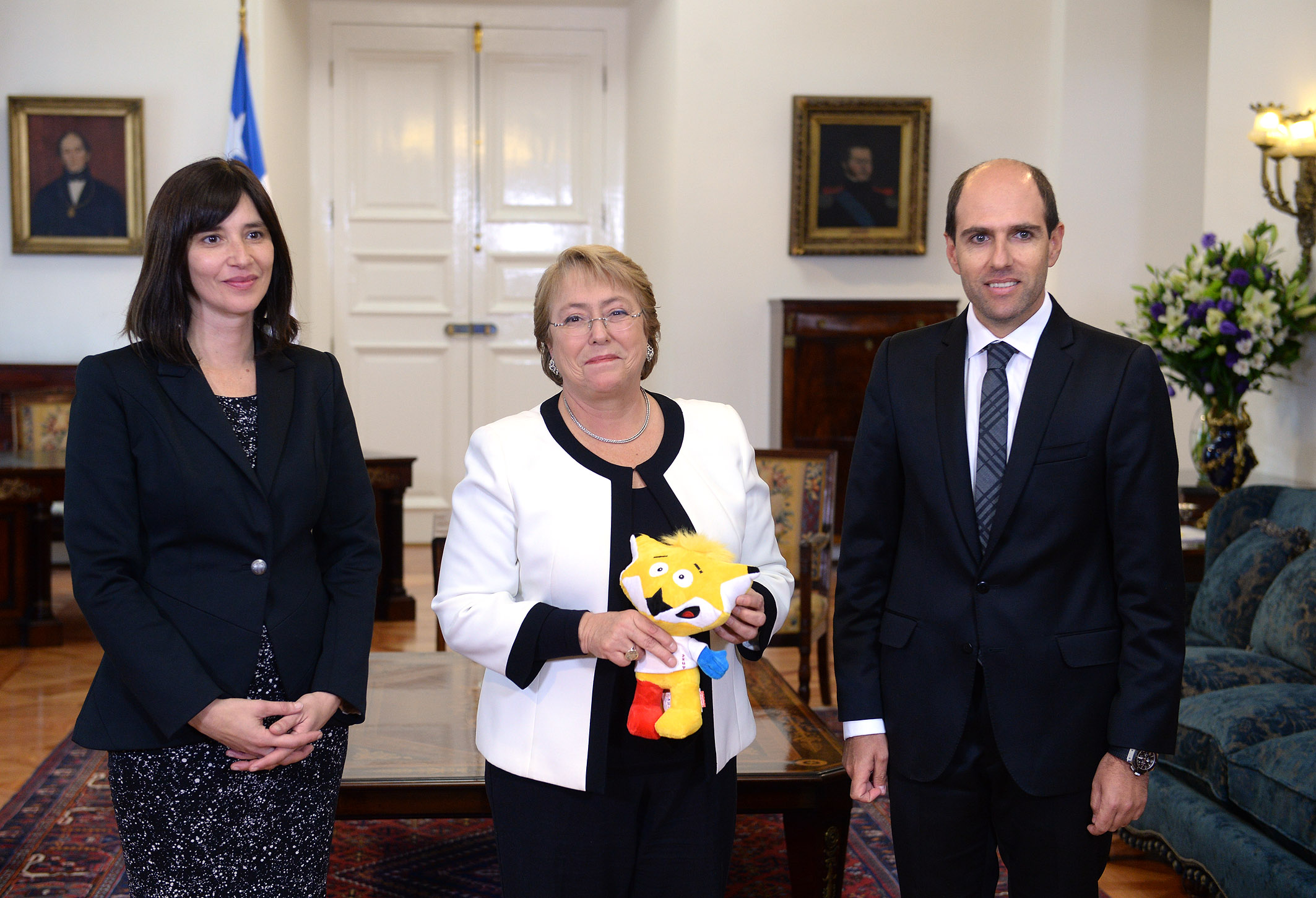
A presidente chilena Michelle Bachelet recebe uma pelúcia do mascote Zincha

A bola oficial se chamou "Cachaña", foi produzida pela Nike, e o nome escolhido significa "gambeta", uma expressão chilena que equivale a algo como "drible de corpo", um movimento rápido do jogador para se esquivar dos rivais e evitar que a bola seja roubada.

### Mascote
Em 17 de novembro de 2014, foi apresentado o mascote da competição, que foi uma raposa colorada. O nome escolhido foi divulgado em 28 de novembro de 2014, e foi escolhido Zincha (junção de "zorro" e "hincha", tradução em espanhol para raposa e torcida, respectivamente). Os outros nomes que estavam na disputa eram Andi (referente a Cordilheira dos Andes) e Kul, relativo à família a qual pertence o animal chileno e ao tambor cerimonial Mapuche, chamado de Kultrun.

## Sorteio
O sorteio que determinou a composição dos grupos originalmente seria realizado em 27 de outubro de 2014, mas foi adiado para 24 de novembro no Anfiteatro da Quinta Vergara, em Viña del Mar. Antes do sorteio o Comitê Executivo da CONMEBOL definiu que Chile, Argentina e Brasil seriam os cabeças de chave e anunciou a composição das demais seleções através dos potes, predefinindo a Argentina no grupo B e o Brasil no grupo C. A distribuição se deu da seguinte maneira:
| Pote 1                                               | Pote 2                  | Pote 3                | Pote 4                    |
| ---------------------------------------------------- | ----------------------- | --------------------- | ------------------------- |
| Chile (como A1) Argentina (como B1) Brasil (como C1) | Colômbia Uruguai México | Equador Peru Paraguai | Venezuela Bolívia Jamaica |

## Primeira fase
|  | Equipes classificadas às quartas de final                   |
|  | Equipes classificadas como melhores terceiros classificados |
|  | Equipes eliminadas                                          |

Todas as partidas seguem o fuso horário do Chile (UTC−3).

### Grupo A
| Pos. | Seleção | Pts | J | V | E | D | GP | GC | SG |
| ---- | ------- | --- | - | - | - | - | -- | -- | -- |
| 1    | Chile   | 7   | 3 | 2 | 1 | 0 | 10 | 3  | +7 |
| 2    | Bolívia | 4   | 3 | 1 | 1 | 1 | 3  | 7  | –4 |
| 3    | Equador | 3   | 3 | 1 | 0 | 2 | 4  | 6  | –2 |
| 4    | México  | 2   | 3 | 0 | 2 | 1 | 4  | 5  | –1 |

| 11 de junho | Chile                        | 2 – 0     | Equador | Estádio Nacional de Chile, Santiago        |
| 20:30       | Vidal 66' (pen) · Vargas 83' | Relatório |         | Público: 46 000 Árbitro: ARG Néstor Pitana |

| 12 de junho | México | 0 – 0     | Bolívia | Estádio Sausalito, Viña del Mar              |
| 20:30       |        | Relatório |         | Público: 14 987 Árbitro: PAR Enrique Cáceres |

| 15 de junho | Equador                    | 2 – 3     | Bolívia                                             | Estádio Elías Figueroa Brander, Valparaíso |
| 18:00       | Valencia 47' · Bolaños 80' | Relatório | Raldes 4' · Smedberg-Dalence 17' · Moreno 42' (pen) | Público: 5 982 Árbitro: SLV Joel Aguilar   |

| 15 de junho | Chile                             | 3 – 3     | México                       | Estádio Nacional de Chile, Santiago          |
| 20:30       | Vidal 21', 54' (pen) · Vargas 41' | Relatório | Vuoso 20', 65' · Jiménez 28' | Público: 45 583 Árbitro: PER Víctor Carrillo |

| 19 de junho | México            | 1 – 2     | Equador                    | Estádio El Teniente, Rancagua            |
| 18:00       | Jiménez 63' (pen) | Relatório | Bolaños 25' · Valencia 57' | Público: 11 051 Árbitro: VEN José Argote |

| 19 de junho | Chile                                                         | 5 – 0     | Bolívia | Estádio Nacional de Chile, Santiago       |
| 20:30       | Aránguiz 2', 65' · Sánchez 36' · Medel 78' · Raldes 85' (g.c) | Relatório |         | Público: 45 601 Árbitro: URU Andrés Cunha |

### Grupo B
| Pos. | Seleção   | Pts | J | V | E | D | GP | GC | SG |
| ---- | --------- | --- | - | - | - | - | -- | -- | -- |
| 1    | Argentina | 7   | 3 | 2 | 1 | 0 | 4  | 2  | +2 |
| 2    | Paraguai  | 5   | 3 | 1 | 2 | 0 | 4  | 3  | +1 |
| 3    | Uruguai   | 4   | 3 | 1 | 1 | 1 | 2  | 2  | 0  |
| 4    | Jamaica   | 0   | 3 | 0 | 0 | 3 | 0  | 3  | –3 |

| 13 de junho | Uruguai          | 1 – 0     | Jamaica | Estádio Regional de Antofagasta, Antofagasta |
| 16:00       | C. Rodríguez 51' | Relatório |         | Público: 8 653 Árbitro: VEN José Argote      |

| 13 de junho | Argentina                    | 2 – 2     | Paraguai                       | Estádio La Portada, La Serena              |
| 18:30       | Agüero 28' · Messi 35' (pen) | Relatório | Haedo Valdez 59' · Barrios 89' | Público: 16 281 Árbitro: COL Wilmar Roldán |

| 16 de junho | Paraguai    | 1 – 0     | Jamaica | Estádio Regional de Antofagasta, Antofagasta |
| 18:00       | Benítez 35' | Relatório |         | Público: 6 099 Árbitro: ECU Carlos Vera      |

| 16 de junho | Argentina  | 1 – 0     | Uruguai | Estádio La Portada, La Serena             |
| 20:30       | Agüero 55' | Relatório |         | Público: 17 014 Árbitro: BRA Sandro Ricci |

| 20 de junho | Uruguai     | 1 – 1     | Paraguai    | Estádio La Portada, La Serena               |
| 16:00       | Giménez 28' | Relatório | Barrios 44' | Público: 16 021 Árbitro: MEX Roberto García |

| 20 de junho | Argentina   | 1 – 0     | Jamaica | Estádio Sausalito, Viña del Mar             |
| 18:30       | Higuaín 10' | Relatório |         | Público: 21 083 Árbitro: CHI Julio Bascuñán |

### Grupo C
| Pos. | Seleção   | Pts | J | V | E | D | GP | GC | SG |
| ---- | --------- | --- | - | - | - | - | -- | -- | -- |
| 1    | Brasil    | 6   | 3 | 2 | 0 | 1 | 4  | 3  | +1 |
| 2    | Peru      | 4   | 3 | 1 | 1 | 1 | 2  | 2  | 0  |
| 3    | Colômbia  | 4   | 3 | 1 | 1 | 1 | 1  | 1  | 0  |
| 4    | Venezuela | 3   | 3 | 1 | 0 | 2 | 2  | 3  | –1 |

| 14 de junho | Colômbia | 0 – 1     | Venezuela  | Estádio El Teniente, Rancagua             |
| 16:00       |          | Relatório | Rondón 59' | Público: 12 387 Árbitro: URU Andrés Cunha |

| 14 de junho | Brasil                          | 2 – 1     | Peru     | Estádio Municipal Germán Becker, Temuco     |
| 18:30       | Neymar 4' · Douglas Costa 90+1' | Relatório | Cueva 2' | Público: 16 342 Árbitro: MEX Roberto García |

| 17 de junho | Brasil | 0 – 1     | Colômbia    | Estádio Monumental David Arellano, Santiago |
| 21:00       |        | Relatório | Murillo 35' | Público: 44 008 Árbitro: CHI Enrique Osses  |

| 18 de junho | Peru        | 1 – 0     | Venezuela | Estádio Elías Figueroa Brander, Valparaíso |
| 20:30       | Pizarro 71' | Relatório |           | Público: 15 542 Árbitro: BOL Raúl Orosco   |

| 21 de junho | Colômbia | 0 – 0     | Peru | Estádio Municipal Germán Becker, Temuco    |
| 16:00       |          | Relatório |      | Público: 17 332 Árbitro: ARG Néstor Pitana |

| 21 de junho | Brasil                                | 2 – 1     | Venezuela | Estádio Monumental David Arellano, Santiago  |
| 18:30       | Thiago Silva 8' · Roberto Firmino 51' | Relatório | Miku 84'  | Público: 33 284 Árbitro: PAR Enrique Cáceres |

### Índice técnico
| Pos. | Seleção  | Pts | J | V | E | D | GP | GC | SG | Gr. |
| ---- | -------- | --- | - | - | - | - | -- | -- | -- | --- |
| 1    | Uruguai  | 4   | 3 | 1 | 1 | 1 | 2  | 2  | 0  | B   |
| 2    | Colômbia | 4   | 3 | 1 | 1 | 1 | 1  | 1  | 0  | C   |
| 3    | Equador  | 3   | 3 | 1 | 0 | 2 | 4  | 6  | –2 | A   |

## Fase final
|  | Quartas de final           | Quartas de final         |                        |          | Semifinais     | Semifinais     |  |  | Final                   | Final |
|  |                            |                          |                        |          |                |                |  |  |                         |       |
|  | 24 de junho – Santiago     |                          |                        |          |                |                |  |  |                         |       |
|  |                            |                          |                        |          |                |                |  |  |                         |       |
|  | Chile                      | 1                        |                        |          |                |                |  |  |                         |       |
|  | Chile                      | 1                        | 29 de junho – Santiago |          |                |                |  |  |                         |       |
|  | Uruguai                    | 0                        |                        |          |                |                |  |  |                         |       |
|  | Uruguai                    | 0                        | Chile                  | 2        |                |                |  |  |                         |       |
|  | 25 de junho – Temuco       |                          | Chile                  | 2        |                |                |  |  |                         |       |
|  |                            | Peru                     | 1                      |          |                |                |  |  |                         |       |
|  | Bolívia                    | Peru                     | 1                      | 1        |                |                |  |  |                         |       |
|  | Bolívia                    |                          | 4 de julho – Santiago  | 1        |                |                |  |  |                         |       |
|  | Peru                       | 3                        |                        |          |                |                |  |  |                         |       |
|  | Peru                       | 3                        | Chile (pen)            | 0 (4)    |                |                |  |  |                         |       |
|  | 26 de junho – Viña del Mar |                          | Chile (pen)            | 0 (4)    |                |                |  |  |                         |       |
|  |                            | Argentina                | 0 (1)                  |          |                |                |  |  |                         |       |
|  | Argentina (pen)            | Argentina                | 0 (1)                  | 0 (5)    |                |                |  |  |                         |       |
|  | Argentina (pen)            | 30 de junho – Concepción |                        | 0 (5)    |                |                |  |  |                         |       |
|  | Colômbia                   | 0 (4)                    |                        |          |                |                |  |  |                         |       |
|  | Colômbia                   | 0 (4)                    | Argentina              | 6        | Terceiro lugar | Terceiro lugar |  |  |                         |       |
|  | 27 de junho – Concepción   |                          | Argentina              | 6        | Terceiro lugar | Terceiro lugar |  |  |                         |       |
|  |                            | Paraguai                 | 1                      |          |                |                |  |  |                         |       |
|  | Brasil                     | Paraguai                 | 1                      | 1 (3)    | Peru           | 2              |  |  |                         |       |
|  | Brasil                     |                          |                        | 1 (3)    | Peru           | 2              |  |  |                         |       |
|  | Paraguai (pen)             | 1 (4)                    |                        | Paraguai | 0              |                |  |  |                         |       |
|  | Paraguai (pen)             | 1 (4)                    |                        |          | 0              |                |  |  |                         |       |
|  |                            |                          |                        |          |                |                |  |  | 3 de julho – Concepción |       |
|  |                            |                          |                        |          |                |                |  |  |                         |       |

### Quartas de final
| 24 de junho | Chile    | 1 – 0     | Uruguai | Estádio Nacional de Chile, Santiago       |
| 20:30       | Isla 80' | Relatório |         | Público: 45 304 Árbitro: BRA Sandro Ricci |

| 25 de junho | Bolívia          | 1 – 3     | Peru                   | Estádio Municipal Germán Becker, Temuco    |
| 20:30       | Moreno 83' (pen) | Relatório | Guerrero 19', 22', 73' | Público: 16 872 Árbitro: COL Wilmar Roldán |

| 26 de junho | Argentina | 0 – 0     | Colômbia | Estádio Sausalito, Viña del Mar             |
| 20:30       |           | Relatório |          | Público: 21 508 Árbitro: MEX Roberto García |

|                                              |       | Penalidades                                             |  |
| Messi Garay Banega Lavezzi Biglia Rojo Tévez | 5 – 4 | Rodríguez Falcao Cuadrado Muriel Cardona Zúñiga Murillo |  |

| 27 de junho | Brasil      | 1 – 1     | Paraguai           | Estádio Municipal de Concepción, Concepción |
| 18:30       | Robinho 14' | Relatório | González 71' (pen) | Público: 29 276 Árbitro: URU Andrés Cunha   |

|                                                                     |       | Penalidades                                       |  |
| Fernandinho Éverton Ribeiro Miranda Douglas Costa Philippe Coutinho | 3 – 4 | Martínez V. Cáceres Bobadilla Santa Cruz González |  |

### Semifinal
| 29 de junho | Chile           | 2 – 1     | Peru             | Estádio Nacional de Chile, Santiago      |
| 20:30       | Vargas 41', 63' | Relatório | Medel 60' (g.c.) | Público: 45 651 Árbitro: VEN José Argote |

| 30 de junho | Argentina                                                             | 6 – 1     | Paraguai    | Estádio Municipal de Concepción, Concepción |
| 20:30       | Rojo 14' · Pastore 26' · Di María 46', 52' · Agüero 79' · Higuaín 82' | Relatório | Barrios 42' | Público: 29 205 Árbitro: BRA Sandro Ricci   |

### Disputa pelo terceiro lugar
| 3 de julho | Peru                        | 2 – 0     | Paraguai | Estádio Municipal de Concepción, Concepción |
| 20:30      | Carrillo 47' · Guerrero 88' | Relatório |          | Público: 29 143 Árbitro: BOL Raúl Orosco    |

### Final
| 4 de julho | Chile | 0 – 0 (pro) | Argentina | Estádio Nacional de Chile, Santiago        |
| 17:00      |       | Relatório   |           | Público: 45 693 Árbitro: COL Wilmar Roldán |

|                                  |       | Penalidades          |  |
| Fernández Vidal Aránguiz Sánchez | 4 – 1 | Messi Higuaín Banega |  |

## Premiação
| Copa América de 2015       |
| Chile                      |
| -------------------------- |
| Chile Campeão (1.º título) |

### Individuais
- Artilheiro: PER Paolo Guerrero e CHI Eduardo Vargas[33]
- Most Valuable Player: Sem premiação[nota 1]
- Revelação: COL Jeison Murillo[33]
- Melhor goleiro: CHI Claudio Bravo[33]
- Prêmio Fair Play:  Peru[33]

### Seleção do campeonato
| Goleiro           | Zagueiros                                              | Meias                                                                       | Atacantes                                              | Técnico                         |
| ----------------- | ------------------------------------------------------ | --------------------------------------------------------------------------- | ------------------------------------------------------ | ------------------------------- |
| CHI Claudio Bravo | COL Jeison Murillo CHI Gary Medel ARG Nicolas Otamendi | PER Christian Cueva CHI Marcelo Díaz ARG Javier Mascherano CHI Arturo Vidal | CHI Eduardo Vargas PER Paolo Guerrero ARG Lionel Messi | ARG Jorge Sampaoli (pelo Chile) |

## Estatísticas

### Artilharia
| 4 gols (2) - CHI Eduardo Vargas - PER Paolo Guerrero 3 gols (3) - ARG Sergio Agüero - CHI Arturo Vidal - PAR Lucas Barrios 2 gols (8) - ARG Ángel Di María - ARG Gonzalo Higuaín - BOL Marcelo Moreno - CHI Charles Aránguiz - ECU Enner Valencia - ECU Miller Bolaños - MEX Matías Vuoso - MEX Raúl Jiménez | 1 gol (24) - ARG Javier Pastore - ARG Lionel Messi - ARG Marcos Rojo - BOL Martin Smedberg-Dalence - BOL Ronald Raldes - BRA Douglas Costa - BRA Neymar - BRA Roberto Firmino - BRA Robinho - BRA Thiago Silva - CHI Alexis Sánchez - CHI Gary Medel - CHI Mauricio Isla - COL Jeison Murillo | 1 gol (continuação) - PAR Derlis González - PAR Édgar Benítez - PAR Nelson Haedo Valdez - PER André Carrillo - PER Christian Cueva - PER Claudio Pizarro - URU Cristian Rodríguez - URU José Giménez - VEN José Salomón Rondón - VEN Miku Gols contra (2) - BOL Ronald Raldes (para o Chile) - CHI Gary Medel (para o Peru) |

### Classificação final

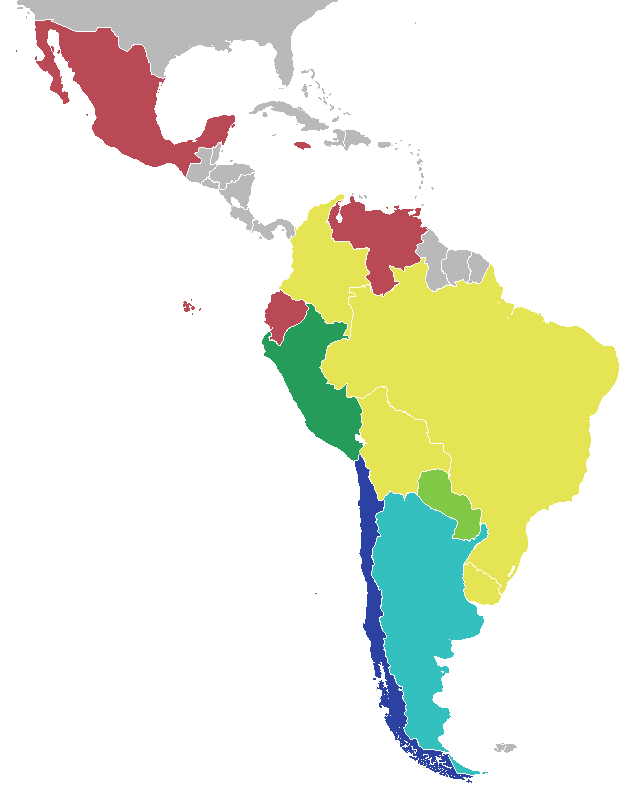
Campeão
2º colocado
3º colocado
4º colocado
Eliminado nas quartas de final
Eliminado na fase de grupos

A classificação final é determinada através da fase em que a seleção alcançou e a sua pontuação, levando em conta os critérios de desempate.
| Pos.                            | Seleção   | Gr | Pts | J | V | E | D | GP | GC | SG |
| ------------------------------- | --------- | -- | --- | - | - | - | - | -- | -- | -- |
| Final                           |           |    |     |   |   |   |   |    |    |    |
| 1                               | Chile     | A  | 14  | 6 | 4 | 2 | 0 | 13 | 4  | +9 |
| 2                               | Argentina | B  | 12  | 6 | 3 | 3 | 0 | 10 | 3  | +7 |
| Decisão do 3º e 4º lugares      |           |    |     |   |   |   |   |    |    |    |
| 3                               | Peru      | C  | 10  | 6 | 3 | 1 | 2 | 9  | 5  | +4 |
| 4                               | Paraguai  | B  | 6   | 6 | 1 | 3 | 2 | 6  | 12 | –6 |
| Eliminados nas quartas de final |           |    |     |   |   |   |   |    |    |    |
| 5                               | Brasil    | C  | 7   | 4 | 2 | 1 | 1 | 5  | 4  | +1 |
| 6                               | Colômbia  | C  | 5   | 4 | 1 | 2 | 1 | 1  | 1  | 0  |
| 7                               | Uruguai   | B  | 4   | 4 | 1 | 1 | 2 | 2  | 3  | –1 |
| 8                               | Bolívia   | A  | 4   | 4 | 1 | 1 | 2 | 4  | 10 | –6 |
| Eliminados na fase de grupos    |           |    |     |   |   |   |   |    |    |    |
| 9                               | Venezuela | C  | 3   | 3 | 1 | 0 | 2 | 2  | 3  | –1 |
| 10                              | Equador   | A  | 3   | 3 | 1 | 0 | 2 | 4  | 6  | –2 |
| 11                              | México    | A  | 2   | 3 | 0 | 2 | 1 | 4  | 5  | –1 |
| 12                              | Jamaica   | B  | 0   | 3 | 0 | 0 | 3 | 0  | 3  | –3 |

## Controvérsias

### Acidente
Na noite do dia 16 de junho, o jogador chileno Arturo Vidal, artilheiro da competição até então, sofreu um acidente de carro em Buin. Um exame de sangue confirmou que o jogador estava dirigindo sob o efeito de álcool. Segundo as leis chilenas, o jogador deveria ficar detido, mas após 12 horas ele foi liberado para se reintegrar ao grupo de jogadores.

## Transmissão
| País           | Transmissoras[carece de fontes?]                 |
| -------------- | ------------------------------------------------ |
| Mundo          | Xbox Live e YouTube                              |
| América do Sul | beIN Sport, DirecTV Sports e ESPN América Latina |
| Argentina      | TyC Sports, El Trece e Fútbol para Todos         |
| Bolívia        | Bolivia TV, Cotas Cable TV e Tigo Sports         |
| Brasil         | Rede Globo e SporTV                              |
| Chile          | Canal 13 e TVN                                   |
| Colômbia       | RCN Televisión, Caracol Televisión e Win Sports  |
| Equador        | Gama TV e TC Televisión                          |
| França         | beIN Sport                                       |
| Jamaica        | CVM TV                                           |
| Japão          | NHK                                              |
| México         | Televisa                                         |
| Paraguai       | Tigo Sports e Telefuturo                         |
| Peru           | América TV                                       |
| Portugal       | TVI (em alternância com TVI24)                   |
| Reino Unido    | Premier Sports                                   |
| Estados Unidos | beIN Sport e Univision                           |
| Uruguai        | Tenfield e Teledoce                              |
| Venezuela      | Venevisión e DirecTV Sports Venezuela            |